# Base aérienne de Schleswig-Jagel

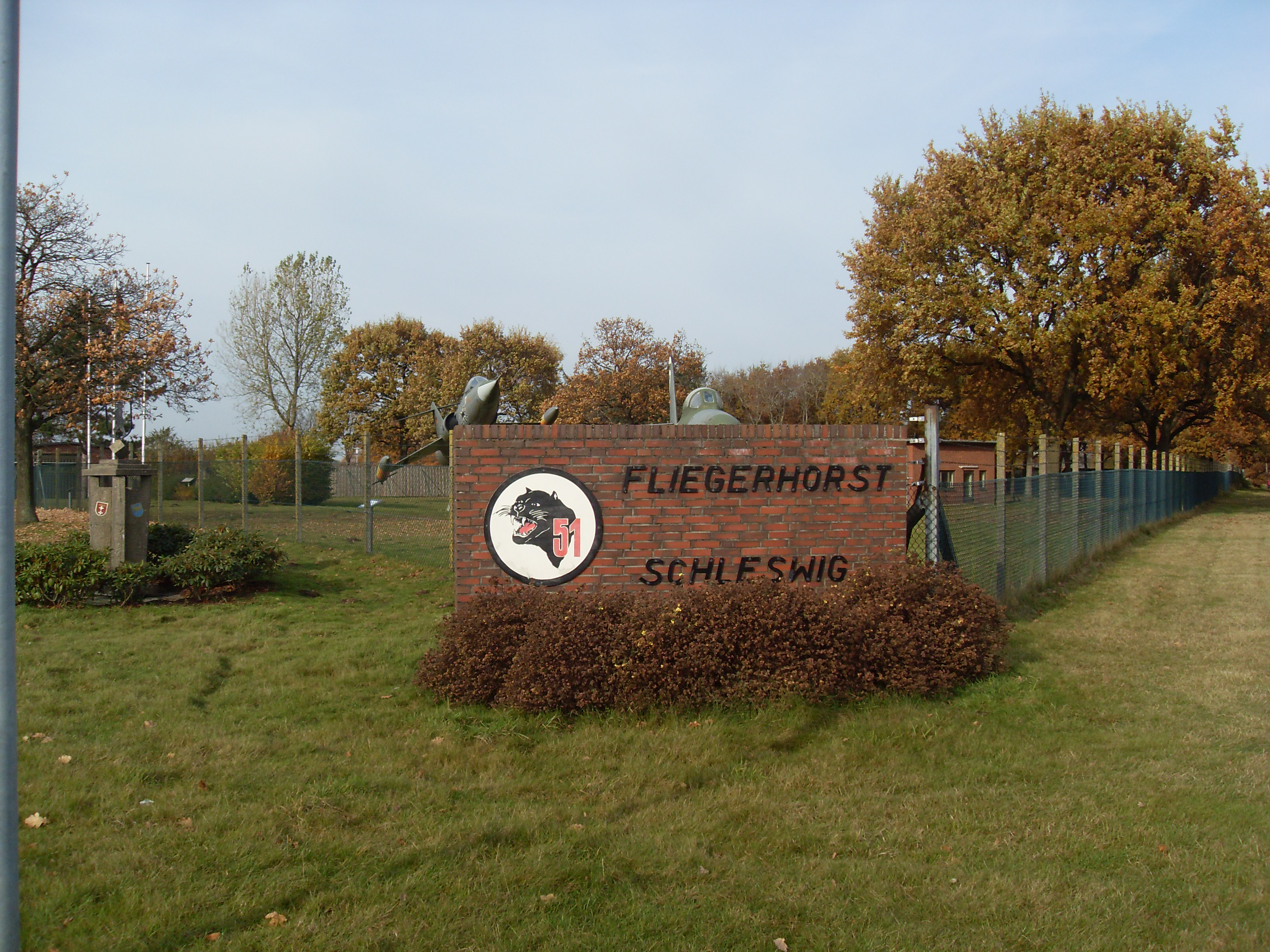
Entrée principale de la base aérienne

La base aérienne de Schleswig-Jagel est une base aérienne de la Luftwaffe située près de la ville de Jagel dans le  land du Schleswig-Holstein en Allemagne.
Fondée en 1916, la base a connu une occupation militaire continue jusqu'à nos jours. Elle a notamment été utilisée lors du Pont aérien de Berlin. Pendant les années de la Guerre froide la base a abrité le MFG-1 du Marineflieger, l'Aéronavale allemande.
La base abrite aujourd'hui les Tornado de reconnaissance de l'Aufklärungsgeschwader 51 (AG-51 ou 51e escadre de reconnaissance).

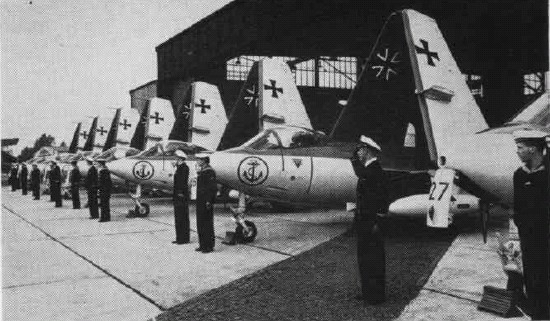
Réception des premiers Hawker Sea Hawk du MFG-1 à Jagel en août 1958.

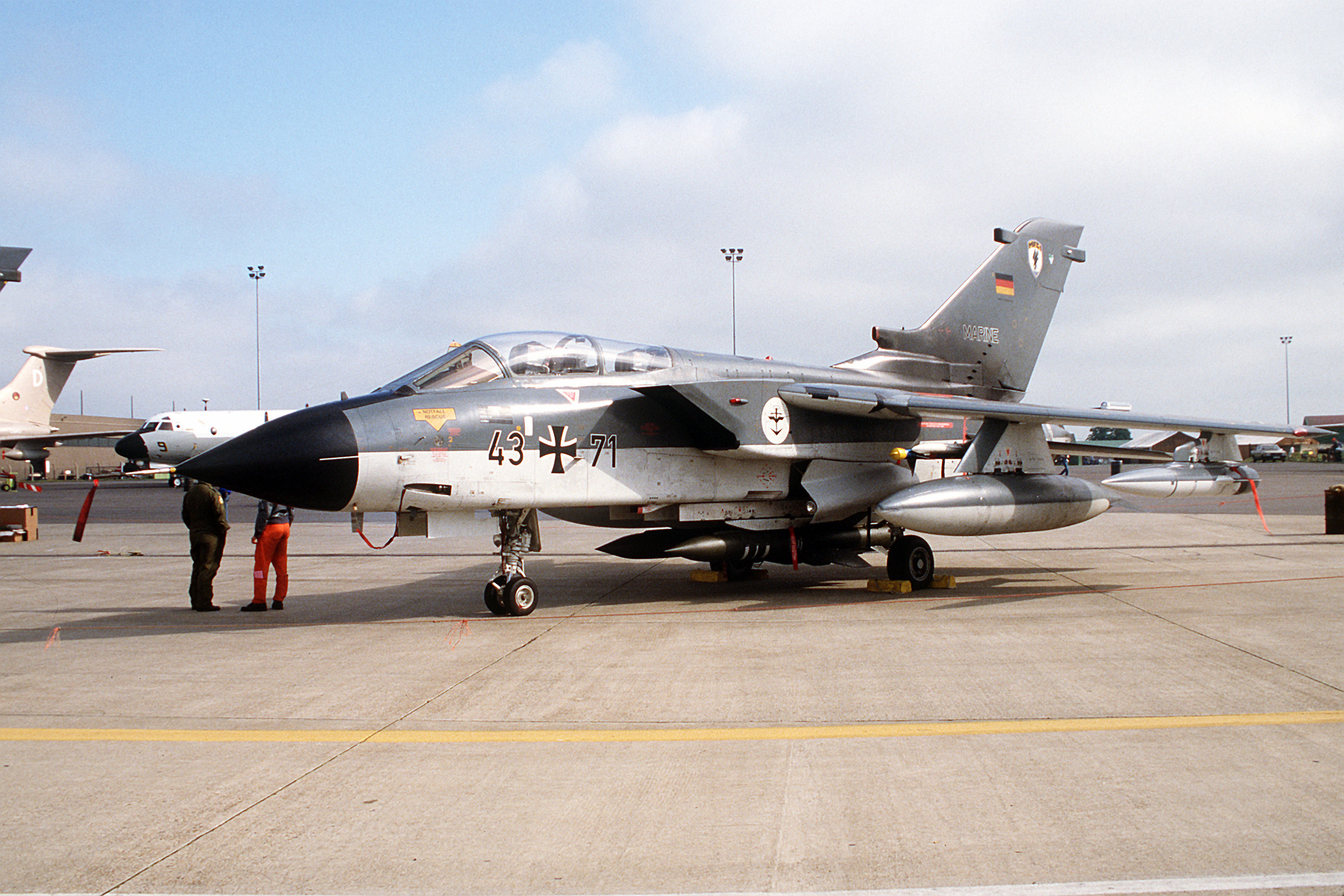
Tornado du MFG-1 en juin 1984